# ماريون هارغروف
ماريون هارغروف (بالإنجليزية: Marion Hargrove)‏ (13 أكتوبر 1919 - 23 أغسطس 2003)؛ كاتب سيناريو وروائي أمريكي.

## روابط خارجية
- ماريون هارغروف على موقع IMDb (الإنجليزية)
- ماريون هارغروف على موقع قاعدة بيانات الفيلم (الإنجليزية)